# Opération White
Campagnes d'Afrique, du Moyen-Orient et de Méditerranée (1940-1945)
Batailles
1940
- Vado
- Siège de Malte
- Club Run
- Convoi Espero
- Mers el-Kébir
- Punta Stilo
- Cap Spada
- Hurry
- Cap Passero
- MB.8
- Tarente
- Détroit d'Otrante
- White
- Cap Teulada

1941
- Excess
- Convoi AN 14
- Grog
- Abstention
- Baie de La Sude
- Cap Matapan
- Îles Kerkennah
- Crète
- Galite
- Substance
- Halberd
- Convoi Duisburg
- Cap Bon
- Syrte (1941)
- Rade d'Alexandrie

1942
- Syrte (1942)
- Calendar
- Bowery
- Albumen
- Harpoon
- Vigorous
- Pedestal
- Agreement
- Torch
- Stoneage
- Sabordage de la flotte française à Toulon
- Portcullis
- Banc de Skerki
- Olterra (navire auxiliaire)
- Raid sur Alger

1943
- Zouara
- Convoi de Cigno
- Convoi de Campobasso
- Corkscrew
- Husky
- Gela
- Scylla
- Pietracorbara
- Dodécanèse
  - Rhodes
  - Leros
  - Kos
- Convoi KMF-25A

1944
- Ist
- Raid sur Santorin
- Raid sur Symi
- Port-Cros
- La Ciotat
- Île de Pag

1945
Mer Ligure
- Convois alliés
  - convois de Malte
- Campagne des U-boote
- Campagne adriatique

L' Opération White était une tentative britannique d'envoyer en renfort 14 avions de chasse à la garnison de Malte (12 Hawker Hurricane et 2 bombardiers en piqué Blackburn B-24 Skua), à partir de l'ancien porte-avions HMS Argus le 17 novembre 1940. Cette mission du Club Run a été contrariée par la présence de la flotte italienne en mer, ce qui a provoqué un décollage prématuré des chasseurs par mauvais temps, de sorte que seuls cinq appareils ont atteint Malte.
L'Opération White était la troisième des nombreuses opérations dite "Club Run" qui ont fourni des combattants à courte portée pour la défense de Malte, de 1940 à 1943, par la Force H de Gibraltar, officieusement appelée "Le Club" car elle était considérée comme le groupe le plus efficace de la Royal Navy.

## Forces en présence
La force britannique était composée non seulement de l'Argus, mais aussi de l'autre porte-avions Ark Royal, du croiseur de bataille Renown , des croiseurs Sheffield et Despatch et de 7 destroyers.
Le quartier général naval italien (Supermarina) a été informé de l'opération en cours quatre heures plus tard. La flotte italienne, commandée par l'amiral Inigo Campioni, était composée des cuirassés Vittorio Veneto et Giulio Cesare, deux croiseurs lourds et quelques destroyers, attendait à 56 km au sud de la Sardaigne.

## L'action
Le convoi britannique était à 640 km à l'ouest de Malte lorsque la première vague de chasseurs a décollé de l'Argus à 6h15. Compte tenu de la vitesse correcte et de la meilleure autonomie de croisière, les chasseurs Hawker Hurricanes n'auraient eu que 45 minutes de carburant après avoir atteint la côte de l'île. Mais ils ont perdu un tiers de cette réserve en se précipitant et en se regroupant. Les chasseurs volaient à 240 km/h à une hauteur de 610 m, loin de la hauteur et de la vitesse idéales pour leur meilleure autonomie.

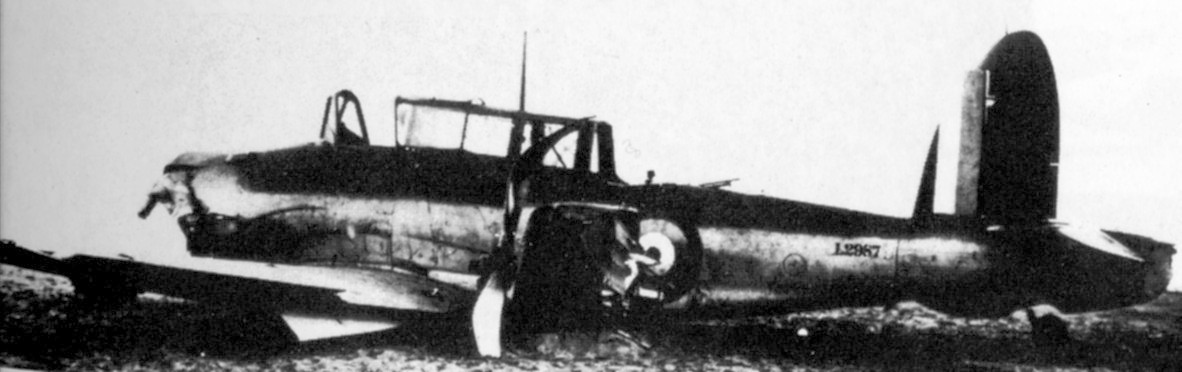
Le Blackburn Skua L 2987 après l'atterrissage d'urgence le 17 novembre 1940 en Sicile

La deuxième vague a été lancée une heure plus tard, le convoi faisant demi-tour à toute vitesse. Près des îles de La Galite, un hydravion Short S.25 Sunderland a rencontré la première vague pour guider la formation vers Malte. Deux Hurricanes ont été perdus après une panne de carburant à 9h08 et 9h12. L'un des pilotes a été secouru par l'hydravion, l'autre n'a jamais été retrouvé. Finalement, les quatre Hurricanes restants et le Skua ont atterri à Ħal Luqa à 09h20.
Cette deuxième vague n'a pas pu être guidée et a été entièrement perdue. Un Skua, avec le récepteur radio cassé, étant resté presque sans carburant a atterri sur la plage des Île des Courants, à Portopalo en Sicile après avoir subi des tirs d'artillerie antiaérienne, et l'équipage de 2 hommes a été fait prisonnier. Un par un, les Hurricanes ont manqué de carburant et ont plongé dans la mer, avec la perte des pilotes.

## Conséquences
L'action a donné lieu à de vives critiques et l'amiral Cunningham l'a qualifiée d '« échec effrayant ». Plus tard, il a été convenu que le mauvais temps, le manque de coopération entre la Marine et la RAF et la réticence de la flotte à prendre des risques étaient les véritables causes du fiasco. La perte de pilotes de chasse expérimentés a été particulièrement douloureuse. Néanmoins, les as de l'aviation les plus expérimentés ont survécu à l'épreuve, certains d'entre eux étant des vétérans de la bataille d'Angleterre.

## Galerie

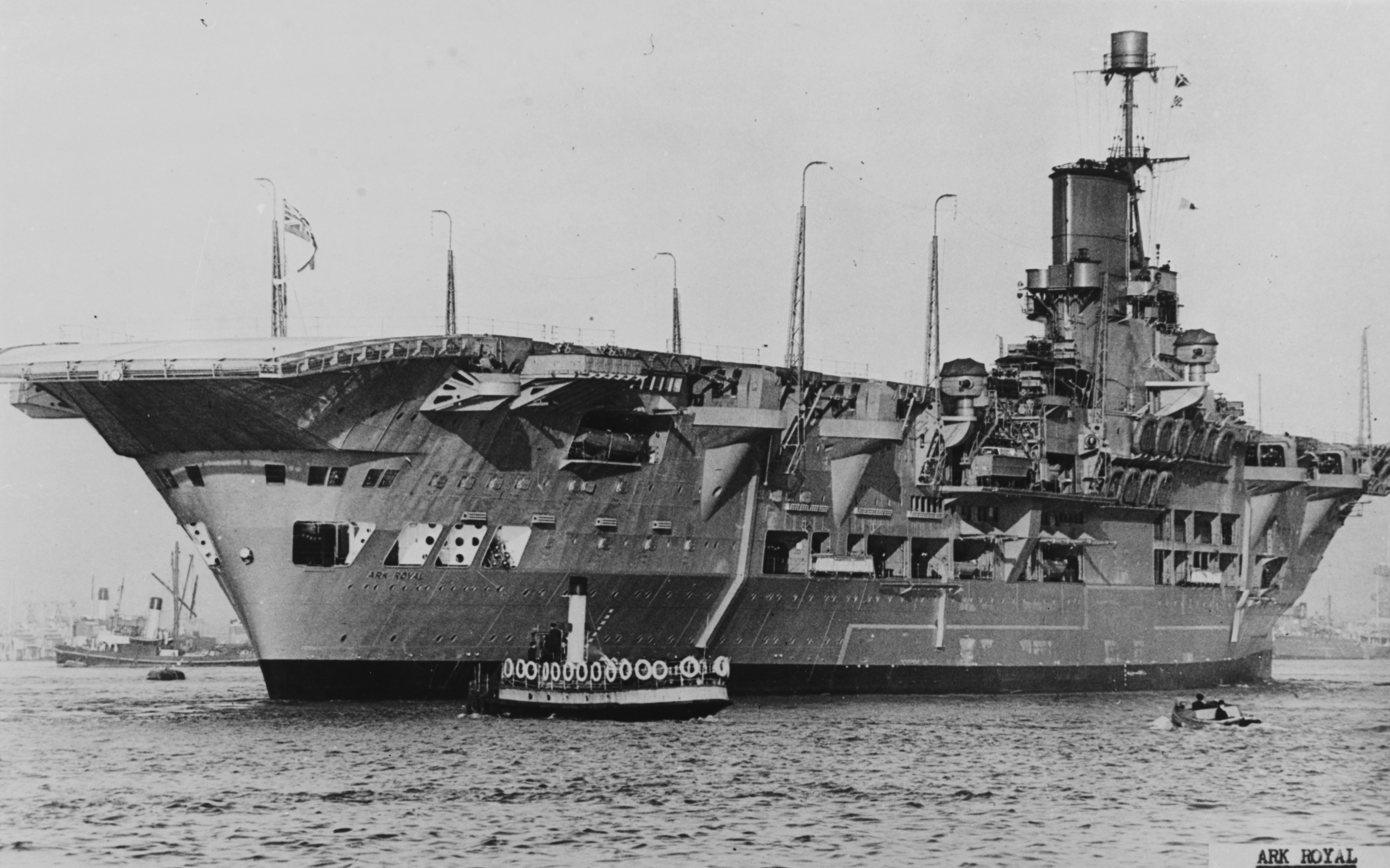
HMS Ark Royal
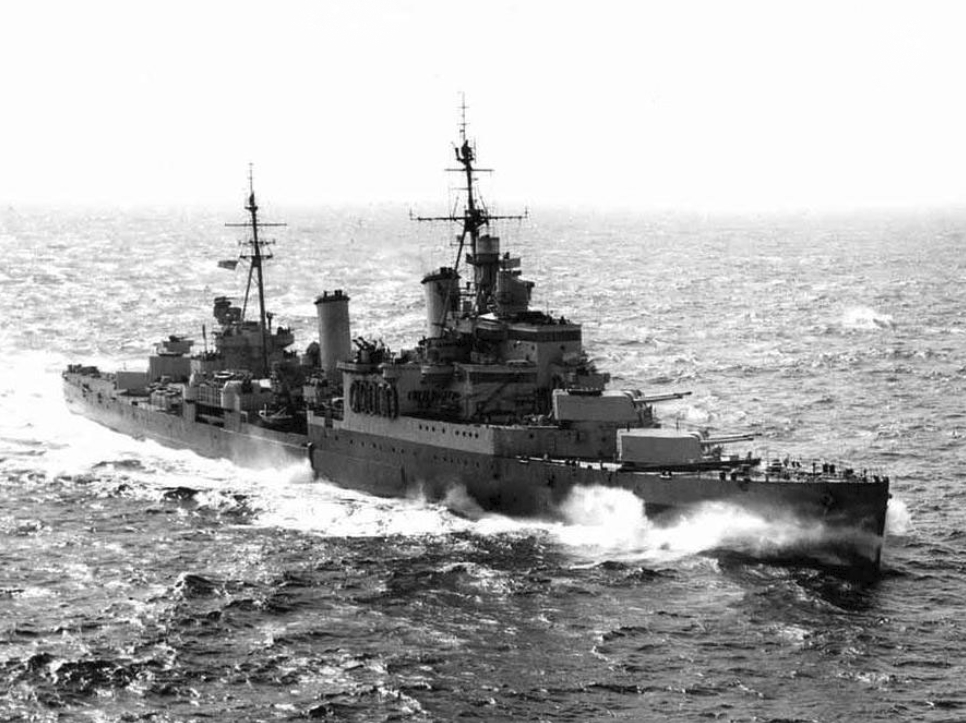
HMS Sheffield
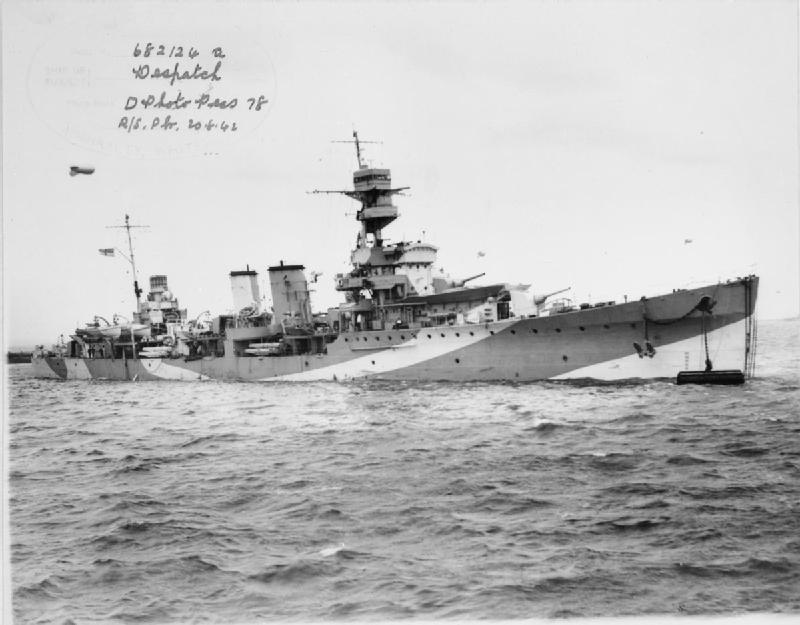
HMS Despatch